# Carl Giskra
Carl Giskra ou Karl Giskra, né le 29 janvier 1820 à Moravská Třebová et mort le 1er juin 1879 à Baden, est un homme politique autrichien, qui a également fait carrière, après 1867, au sein de l'Autriche-Hongrie.

## Biographie
Carl Giskra obtient son doctorat en philosophie à Vienne en 1840, ainsi qu'un doctorat en droit en 1843 et un diplôme en sciences politiques à l'Université de Vienne en 1846. Lors des révolutions de 1848 il conduit la Légion académique de Vienne et est élu député au Parlement de Francfort. En 1850, il rentre à Vienne.
À partir de 1860, il travaille comme avocat à Brno ; de 1861 à 1867, il est député du Parti libéral allemand au parlement de l'État de Moravie, ainsi qu'au Reichsrat à partir de 1862. De juillet 1866 à décembre 1867, Carl Giskra est également maire de Brno et y fait montre de son talent en matière administrative et organisationnelle. À Brno, la rue Kaunitz, en tchèque Kounicova, qui porte aujourd'hui le nom de Wenzel Robert von Kaunitz, a porté son nom de 1885 à 1918 et de 1940 et 1946. En 1867, il devient président de la Chambre des représentants d'Autriche. 
Il est ministre autrichien de l'intérieur de 1867 à 1870. Il acte la séparation du processus politique et du processus judiciaire. En 1867, il est l'un des partisans de la constitution de décembre et de la solution du concordat. 
Il est ensuite directeur de la première caisse d'épargne autrichienne.
Son implication croissante dans le monde des financiers aurait nui à sa réputation. En 1873, il est cependant réélu à la Chambre des représentants de sa circonscription de Brno en Moravie .
Carl Giskra épouse en premières noces Aloisia Arnstein (1815-1854), une belle-nièce de l'écrivain Benedikt David Arnstein ; le mariage a lieu en 1845 à la Cathédrale Saint-Étienne de Vienne. En 1860, il épouse Elisabeth Zuech, née Hauschka (1825-1900). 
De ce second mariage naît un fils qui porte son prénom, Karl (1864-1919), nommé baron von Giskra en 1871 ; en tant que membre du service diplomatique autrichien, ce dernier a été conseiller de légation à Washington en 1905, à Sofia en 1910, ainsi qu'envoyé extraordinaire et ministre plénipotentiaire d'Autriche à La Haye en 1914. Il aurait défié Georg von Schönerer en duel en raison d'une insulte contre son père décédé.
Carl Giskra meurt en 1879 dans une villa dans laquelle la famille avait emménagé vers 1870 à Baden, près de Vienne, au 70 Marchetstrasse,. Il est enterré le 3 juin 1879 dans l'église Sainte-Hélène.